# Lars Nyberg (företagsledare)
Lars Gunnar Nyberg, född 7 december 1951, är en svensk företagsledare.
Lars Nyberg är utbildad civilekonom vid Stockholms universitet och har gjort karriär både internationellt och i Sverige. Bland annat har han haft operativa roller inom Philips och NCR. Han har också haft styrelseuppdrag i Sandvik, Micronic Laser Systems, IBS, Data Card, Autoliv samt Snap-On.
Lars Nyberg tillträdde den 1 september 2007 som VD och koncernchef för Telia Sonera och avgick den 1 februari 2013 efter att det kom fram att företaget hade betalat stora summor i bestickning för mobillicenser i Uzbekistan. Han är sedan 2004 ledamot av Ingenjörsvetenskapsakademien.